# بیرندرای نپال
بیرندرا بیر بیکرام شاه (نپالی: वीरेन्द्र वीर विक्रम शाह) (۲۸ دسامبر ۱۹۴۵–۱ ژوئن ۲۰۰۱) از ۱۹۷۲ تا ۲۰۰۱ پادشاه نپال بود. او پسر بزرگ شاه ماهندرا بود و تا زمان مرگ در کشتار خاندان سلطنتی نپال در سال ۲۰۰۱ سلطنت کرد.

## شخصیت
از زمان بسیار جوانی، بیرندرا توسط معلمان مدرسه خود به عنوان شاهزاده ای بسیار مهربان و احساسی توصیف شد. شاه بیرندرا به عنوان یکی از معدود پادشاهان نپال توصیف می‌شد که می‌خواست مردم نپال دموکراسی واقعی را تجربه کنند.او می‌خواست مردم انتخاب کنند که آیا "دموکراسی چند حزبی" را می‌خواهند یا "یک سیستم اصلاح شده سنتی " را. با این حال، رهبران مدافع دموکراسی و مورخان همه ادعا کرده‌اند که در همه‌پرسی تقلب شده‌است. پس از جنبش خلق که منجر به کشته شدن صدها نفر شد، وی مجبور به قبول سلطنت مشروطه در نپال شد.
برخی از مورخان حدس می‌زنند که دیدگاه‌های دموکراتیک و بیرونی بیرندرا منجر به موفقیت جنبش خلق شد. وی به جهت تقویت روابط خارجی نپال با دیگر کشورهای جنوب آسیا، اتحادیه همکاری‌های منطقه ای جنوب آسیا را معرفی کرد.

## اوایل زندگی
پادشاه بیرندرا در کاخ سلطنتی نارایانهیتی در کاتماندو به عنوان پسر ارشد ولیعهد وقت، ماهندرا و همسر اولش، ولیعهد ایندرا راجیا لاکشمی دیوی به دنیا آمد.
بیرندرا هشت سال را در مدرسه سنت جوزف، یک مدرسه مسیحی در دارجیلینگ، در کنار برادرش گیانندرا تحصیل کرد. در ۱۳ مارس ۱۹۵۵ پدربزرگ آنها پادشاه تریبهوان درگذشت و پدرشان جانشین تخت سلطنت نپال شد. با پادشاهی پدرش بیرندرا ولیعهد نپال شد.
در سال ۱۹۵۹، بیرندرا در کالج ایتون در انگلستان ثبت نام کرد. وی پس از تحصیل در ایتون در سال ۱۹۶۴، به نپال بازگشت و در آنجا با سفر پیاده به مناطق دور افتاده، به کاوش در کشور خود پرداخت. وی بعداً تحصیلات خود را با گذراندن مدتی در دانشگاه توکیو تکمیل کرد و سپس از ۱۹۶۷ تا ۱۹۶۸ در دانشگاه هاروارد علوم سیاسی خواند. بیرندرا در جوانی از مسافرت لذت می‌برد و به کانادا، آمریکای لاتین، آفریقا، بسیاری از مناطق هند و تعدادی دیگر از کشورهای آسیایی سفر کرد. وی همچنین یک جمع‌کننده اشیاء هنری و طرفدار صنایع دستی و هنرمندان نپالی بود و پرواز با هلیکوپتر را نیز آموخت.
بیرندرا در ۲۷ فوریه ۱۹۷۰ با آیشواریا راجیا لاکشمی دیوی از خانواده رانا ازدواج کرد. مراسم عروسی آنها به عنوان یکی از مجلل‌ترین مراسم ازدواج هندو در تاریخ معرفی شده بود، هزینه برگزاری آن ۹٫۵ میلیون دلار بود. پادشاه بیرندرا و ملکه آیشواریا سه فرزند داشتند:
- شاهزاده دیپندرا (۲۷ ژوئن ۱۹۷۱–۴ ژوئن ۲۰۰۱)
- پرنسس شروتی (۱۵ اکتبر ۱۹۷۶–۱ ژوئن ۲۰۰۱)
- شاهزاده نیراجان (۶ نوامبر ۱۹۷۸–۱ ژوئن ۲۰۰۱)

## اوایل سلطنت
بیرندرا پس از مرگ پدرش پادشاه ماهندرا، در ۳۱ ژانویه ۱۹۷۲ و در سن ۲۷ سالگی، به سلطنت نپال رسید. در هنگام سلطنت ، وی در واقع یک پادشاه مطلق، زیرا او میراث دار کشوری بود که احزاب سیاسی در آن ممنوع بودند و از طریق سیستم شوراهای محلی و منطقه ای معروف به پنچایات حکومت می‌کرد. بیرندرا از این ادعا که او یک حاکم مستبدی است، ابراز نارضایتی کرد و اظهار داشت که وی بر دموکراسی ای که نمایندگان مجلس به‌طور غیرمستقیم انتخاب می‌شوند، ریاست می‌کند. اولین سفرهای او به خارج از کشور به عنوان پادشاه در اکتبر ۱۹۷۳ به هند و دو ماه بعد به چین انجام شد زیرا معتقد بود که نپال که بین دو قدرت آسیایی قرار دارد، باید روابط خوبی با هر دو داشته باشد.

### تاج گذاری در سال ۱۹۷۵
پس از مرگ پدرش (شاه ماهندرا) در سال ۱۹۷۲، پادشاه بیرندرا با منجمان دربار خود مشورت کرد، ایشان به او توصیه کردند تاج گذاری را به مدت سه سال به تأخیر بیندازد، فرارسیدن لحظه تاجگذاری او دقیقاً در ساعت ۸:۳۷ صبح دقیقاً در ۴ فوریه ۱۹۷۵ بود. اندکی پس از طلوع فجر همان روز، پادشاه بیرندرا به معبد کاخ اجدادش، هانومان دهوکا رفت.
مراسم تاج گذاری با حضور دولتمردان و رهبران سیاسی از ۶۰ کشور برگزار شد، شاهزاده ولز نماینده خانواده سلطنتی انگلیس بود. مهمانان شخصی شاه شامل صاحبخانه سابق او در دوران تحصیل در کالج ایتن، پیتر لارنس، سه استادش و ۱۵ همکلاسی اش بودند. در زمان مقرر، کاهن اعظم تاج سبز زمردی را که با جواهرات منقوش و پرهای پرنده بهشتی تزئین شده بود، بر روی سر شاه قرار داد.
پادشاه به مناسبت تاجگذاری خود اعلام کرد که به دولت دستور داده‌است که آموزش ابتدایی را برای هر کودکی در دسترس و رایگان قرار دهد، اما او آن دسته از نپالی‌ها را که امیدوار بودند قول پیشرفت در جهت دموکراسی را بدهند، ناامید کرد.

### همه‌پرسی سال ۱۹۸۰
در تلاش برای حفظ سیستم پنچایات دولتی، رهبران برجسته حزب کنگره نپال دستگیر شدند. به دلیل بروز جنبش رو به رشد دموکراسی خواهی، بیرندرا اعلام کرد که همه‌پرسی برای تصمیم‌گیری بین یک سیستم غیر حزبی و چند حزبی برگزار خواهد شد. این همه‌پرسی در می ۱۹۸۰ با برنده شدن قاطع سیستم چند حزبی (با اختلافی در حدود ۴۵ تا ۵۵ درصد) به پایان رسید. در طی دهه ۱۹۸۰ محدودیت‌هایی که به سازمان‌های سیاسی تحمیل شده بود، کاهش یافت و گروه‌های لیبرال تحت رهبری دانشجویان خواستار تغییر قانون اساسی در نپال شدند.
وی در سال ۱۹۸۰ به عنوان فیلد مارشال انگلیس منصوب شد.

## دوران دموکراتیک

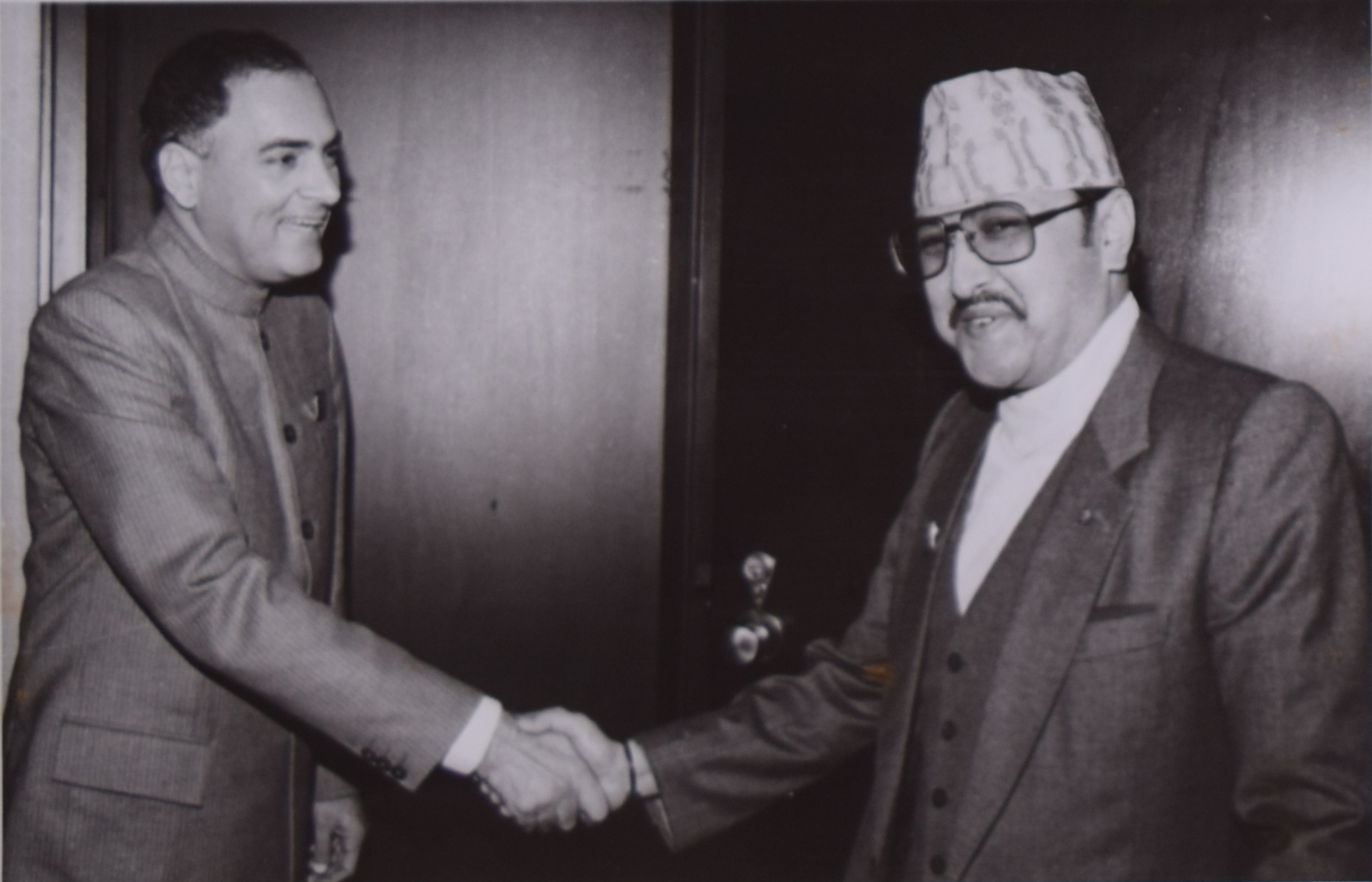
بیرندرا در کنار راجیو گاندی

در سال ۱۹۹۰، یک سری اعتصاب و شورش از سوی طرفداران دموکراسی در نپال آغاز شد. پادشاه بیرندرا به دلیل شورش، تحریم احزاب سیاسی را لغو کرد و توافق کرد که در آوریل ۱۹۹۰ نپال به یک پادشاهی مشروطه تبدیل شود. وی کمیسیون مستقل قانون اساسی را به نمایندگی از جناح‌های اصلی مخالف برای تهیه قانون اساسی جدید، تأمین خواسته‌های آنها و اصلاحات سیاسی منصوب کرد. کمسیون در ۱۰ سپتامبر ۱۹۹۰ پیش نویس قانون اساسی پیشنهادی را به وی ارائه کرد. قانون اساسی جدید، بیرندرا را به عنوان رئیس یک کشور پادشاهی مشروطه با یک سیستم دموکراتیک چند حزبی قرار می‌دهد. پیش نویس قانون اساسی توسط نخست‌وزیر وقت کریشنا پراساد بهاتارای و کابینه اش تأیید شد و به همین ترتیب، در ۹ نوامبر سال ۱۹۹۰، بیرندرا رسماً تبدیل نپال به یک کشور پادشاهی مشروطه را اعلام کرد. پادشاه بیرندرا یک دولت موقت را تعیین کرد تا زمینه را برای انتخابات هموار کند. برای سرپرستی این موضوع وی کریشنا پراساد بهاتارای را انتخاب کرد. در گفتگویی با رادیو بی‌بی‌سی، کریشنا پراساد بهاتارای از رفتار و ادب شخصی بی عیب و نقص شاه بیرندرا و نقش بی نقص او به عنوان یک پادشاه مشروطه صحبت کرد.
با این حال، اختلافات بین احزاب سیاسی مختلف و مشکلات اجتماعی متعدد منجر به جنگ داخلی نپال، درگیری بین شورشیان مائوئیست و نیروهای دولتی شد که از سال ۱۹۹۶ تا ۲۰۰۶ ادامه داشت.

## مرگ

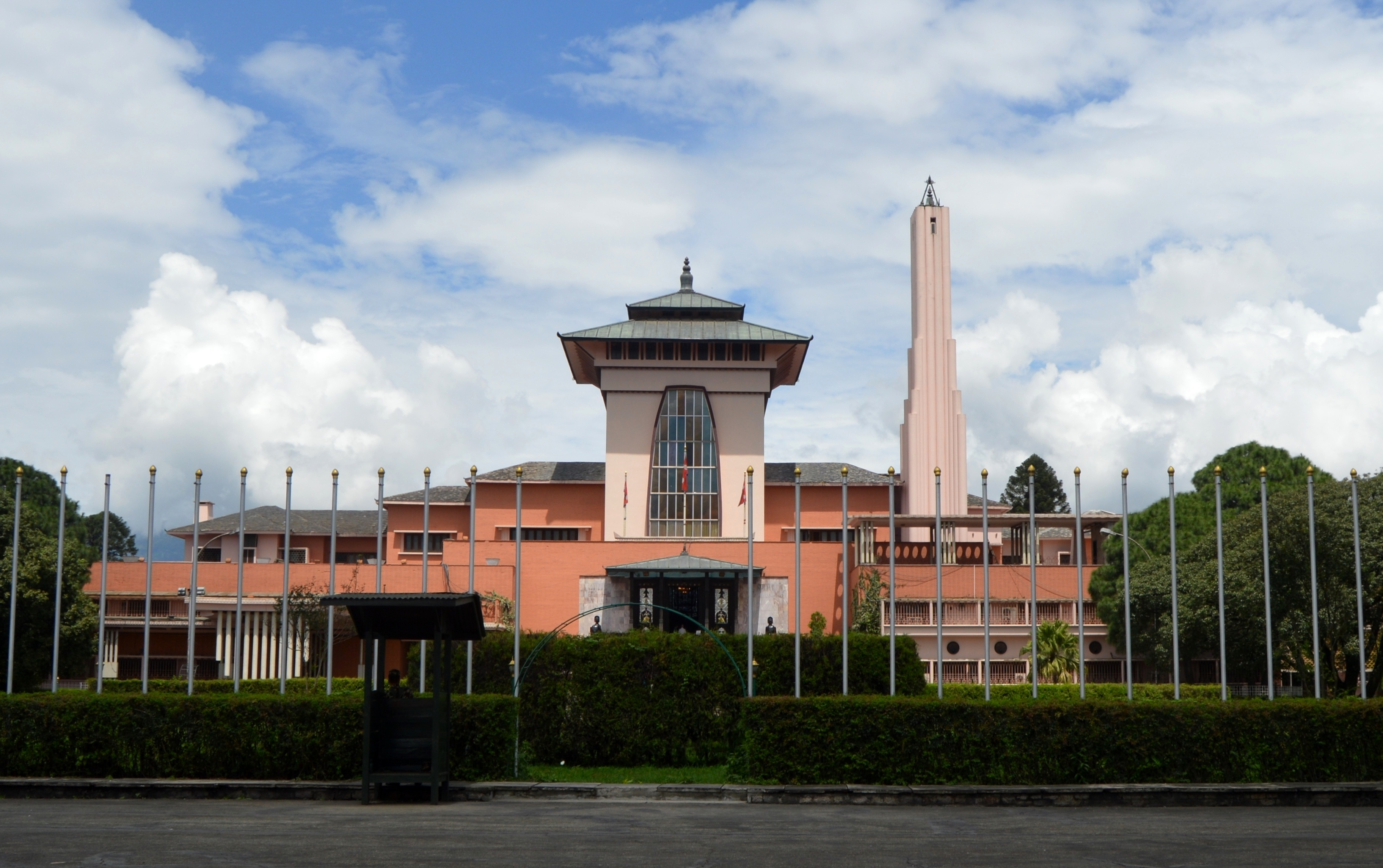
کاخ نارایانهیتی که در آن قتل‌عام سلطنتی نپال اتفاق افتاد.

وقتی بیرندرا و خانواده‌اش (از جمله ملکه آیشواریا) در یک شام سلطنتی در ۱ ژوئن ۲۰۰۱ قتل‌عام شدند، ثبات نپال دچار مخاطره جدی شد.
تقریباً همه اعضای خانواده سلطنتی در این کشتار به دست دیپندرا کشته شدند. دیپندرا خود به عنوان پادشاه اعلام شد اما چند روز بعد بر اثر ترومای گلوله درگذشت. در نتیجه گیانندرا به عنوان پادشاه معرفی شد. جسد بیرندرا پس از تشییع جنازه سوزانده شد.
گزارش‌های شاهدان عینی و نیز تحقیقات بازرسان ویژه تأیید کرد که دیپندرا فرد مسلح و عامل این کشتار بوده‌است.

## نشان‌های افتخار

### عناوین ملی
- نشان گورخا داکشینا باهو
- نشان تری ساختی پاتا
- نشان تارادیشا
- نشان اوجاسوی راجانیا
- نشان افتخار پادشاه ماهندرا ۱۹۵۶
- نشان پراتاپ بهاسکرا

### نشان‌های خارجی
- تایلند:
  - نشان عالی پادشاهی، (۱۹۷۹)
- دانمارک:
  - شوالیه، (۱۷ اکتبر ۱۹۸۹)
- ژاپن:
  - نشان گل داودی، (۱۹۷۵)
- قبرس:
  - پیوند= نشان ماکاریوس سوم، (۱۹۸۰)
    -  هلند:

  - شیر طلایی ناسائو، (۲۲ مارس ۱۹۷۵)
- فرانسه:
  - صلیب بزرگ لژیون دونور، (02/05/1983)[۲۴]
- آلمان:
  - نشان افتخار جمهوری فدرال آلمان، (۱۹۸۶)
- اسپانیا:
  - نشان سلطنتی چارلز سوم، (۱۹ سپتامبر 1983)[۲۵]
- پاکستان:
  - نشان پاکستان، (۱۹۸۳)
- رومانی:
  - نشان ستاره افتخار رومانی (۱۹۷۵)
- شیلی:
  - صلیب بزرگ شایستگی شیلی (۱۹۸۹)
- فنلاند:
  - نشان گل رز سفید، (۱۹۸۸)
- مصر:
  - نشان نیل، (۱۹۷۴)
- جمهوری فدرال سوسیالیستی یوگسلاوی:
  - نشان ستاره بزرگ یوگسلاوی، (۲ فوریه ۱۹۷۴)
- رومانی:
  - نشان صلیب شوالیه ۲۳ اوت (۱۹۸۷)
- بریتانیا:
  - نشان سلطنتی ویکتوریا (۲۳ فوریه ۱۹۷۵)

### افتخارات انجمنی
- ژاپن: جایزه قرقاول طلایی انجمن پیشاهنگی ژاپن، (۱۹۷۸)